# Colletes standfussi
Colletes standfussi là một loài Hymenoptera trong họ Colletidae. Loài này được Kuhlmann mô tả khoa học năm 2003.